# Alexandra Roehler

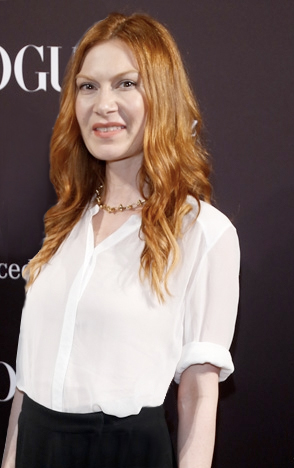
Alexandra Roehler (2013)

Alexandra Roehler (* 4. April 1975 als Alexandra Fischer in Regensburg) ist eine deutsche Modedesignerin. Im Jahr 2004 gründete sie zusammen mit Johanna Kühl das Modelabel Kaviar Gauche in Berlin.

## Leben
Roehler absolvierte ein Verlags- und Redaktionsvolontariat bei „Guide Berlin“. Dort war sie vor allem für die Berichterstattung von Musik- und anderen Veranstaltungen zuständig. Im Anschluss daran arbeitete sie als Stylistin für Film- und Fernsehprojekte sowie Mode- und Werbeaufnahmen.
Von 2000 bis 2003 studierte sie an der ESMOD Berlin Modedesign. Sie erwarb den Bachelor of Arts mit Auszeichnung und gewann den „Prix de Stilisme Femme“. Ihre gesamte Prüfungskollektion wurde für das „Moet & Chandon Fashion Debut“ ausgewählt.
Danach gründete sie zusammen mit Johanna Kühl das Modelabel Kaviar Gauche. Beide hatten sich bereits 2001 während des Studiums kennengelernt. Ihre erste gemeinsame Kollektion zeigten sie als „Guerilla-Modenschau“ während der Prêt-à-porter-Schauen vor dem Concept-Store „Colette“ in Paris auf der Rue Saint-Honoré.
Mit dem Gewinn des „New Generation Awards“ gelang dem Duo 2007 auf der ersten Berlin Fashion Week der nationale Durchbruch.
2010 wählte das Magazin Stern Alexandra Roehler und Johanna Kühl mit ihrem Modelabel unter die „10 wichtigsten deutschen Modedesigner“.
Alexandra Roehler ist seit August 2000 mit dem Regisseur und Schriftsteller Oskar Roehler verheiratet.

## Auszeichnungen
- 2003: Prix de Stilisme Femme
- 2006: ON OFF Visionary Award, London. Mit Johanna Kühl für Kaviar Gauche[12]
- 2007: New Generation Fashion Award, Berlin Fashion Week. Mit Johanna Kühl für Kaviar Gauche[12]